# Havlíčkova Borová
Havlíčkova Borová är en köping i Tjeckien.   Den ligger i regionen Vysočina, i den centrala delen av landet, 110 km sydost om huvudstaden Prag. Havlíčkova Borová ligger 590 meter över havet och antalet invånare är 933.
Terrängen runt Havlíčkova Borová är lite kuperad.Runt Havlíčkova Borová är det ganska tätbefolkat, med 78 invånare per kvadratkilometer. Närmaste större samhälle är Havlíčkův Brod, 14,8 km väster om Havlíčkova Borová. Trakten runt Havlíčkova Borová består till största delen av jordbruksmark.